# Рубін в імлі (фільм)
«Рубін в імлі» — містична драма 2006 року.

## Сюжет
Англія, жовтень, 1874 рік. Саллі Локхарт — надзвичайно вродлива дівчина, вона майже не розбирається в музиці і літературі, зате рішуча, відчайдушна і без промаху стріляє з пістолета. Батько Саллі нещодавно загинув за досить дивних обставин і думка про це не перестає переслідувати дівчину. Незабаром вона отримує загадкового листа, який попереджає її про «сім благословень». Саллі відчуває, як навколо починає згущуватися імла, а привиди минулого знову бродять неподалік. Вона зовсім одна в туманному Лондоні, а часу на розгадку жахливої таємниці, від якої залежить її життя, залишається зовсім трішки.